# پیراهوپه‌سوسمار
پیراهوپه‌سوسمار(نام علمی: Parahupehsuchus) نام یک سرده از تیره هوپه‌سوسمارسانان است.